# Leonidas Iza
Segundo Leonidas Iza Salazar (18 de junho de 1982) é um ativista equatoriano e líder indígena de ascendência Kichwa - Panzaleo que atua como presidente da Confederação de Nacionalidades Indígenas do Equador (CONAIE) desde 27 de junho de 2021. Ao lado de Jaime Vargas, Iza liderou as manifestações realizadas no Equador em outubro de 2019 pela CONAIE contra as medidas econômicas tomadas pelo então governo de Lenín Moreno.

## Biografia
Ele nasceu de José María Iza Viracocha e Rosa Elvira Salazar; o primeiro foi um líder indígena histórico. Além disso, é primo de Leonidas Iza Quinatoa, ex-deputado e participante da primeira revolta indígena. Estudou Engenharia Ambiental na Universidade Técnica de Cotopaxi. Ele também afirma ter lido escritos de pensadores de esquerda, destacando, entre aqueles que influenciaram seu pensamento, o ensaio de Eduardo Galeano intitulado As veias abertas da América Latina e a obra de José Carlos Mariátegui.
Sua atuação no movimento indígena como catequista começou aos quinze anos, após ler a obra de Galeano. Mais tarde, tornou-se presidente da comunidade de San Ignacio de Toacaso no cantão de Latacunga em 2010, tornando-se membro e posteriormente líder da Comissão da Juventude 2013 e do Comitê Provincial de Pachakutik. Em 2012, ele observou a oposição de seu partido à eleição presidencial de Auki Tituaña em 2013 no Equador como companheiro de chapa de Guillermo Lasso.
Durante o Congresso do Movimento Indígena e Camponês de Cotopaxi (MICC), realizado entre 30 de setembro e 1º de outubro de 2016, foi eleito presidente da entidade. Representando a União das Organizações Camponesas do Cotopaxi Norte (Unocan) e com o apoio de outras vinte e duas organizações, conseguiu vencer Manuel Vega (75 votos) e Gerardo Saca (18 votos) com um total de 102 votos.

## Presidência da CONAIE
Leonidas Iza é o atual presidente da Confederação de Nacionalidades Indígenas do Equador (CONAIE). Iza representou o Movimento Indígena e Camponês de Cotopaxi (MICC) e conseguiu angariar votos de alguns dos delegados do Litoral, da Amazônia e do Planalto. Sua nomeação foi confirmada no domingo, 27 de junho de 2021, último dia do VII Congresso Nacional da CONAIE, realizado na cidade de Salasaca, na província de Tungurahua, Equador. Iza obteve 821 votos; Maria Andrade, 287; e Marco Guatemal, 153. 
Durante os protestos equatorianos de 2022, inicialmente lançados devido ao aumento dos preços dos combustíveis e à contínua discriminação contra a população indígena, ele foi preso pela polícia em 15 de junho no Setor Pastocalle, Cotopaxi.